# Rio Cuiabá
Rio Cuiabá är ett vattendrag i Brasilien.   Det ligger i delstaten Mato Grosso, i den centrala delen av landet, 900 km väster om huvudstaden Brasília.
I omgivningarna runt Rio Cuiabá växer i huvudsak städsegrön lövskog. Trakten runt Rio Cuiabá är nära nog obefolkad, med mindre än två invånare per kvadratkilometer.